# Luciano Miori
Luciano Miori (Villa Lagarina, 5 ottobre 1901 – Rovereto, 3 aprile 1985) è stato un latinista, grecista e traduttore italiano.

## Biografia
Laureatosi in Lettere Classiche all'Università di Bologna con una tesi sull'Orestea di Stesicoro, fu latinista, grecista, traduttore e autore di manuali di grammatica latina, nonché membro dell'Accademia degli Agiati.
A lui si devono traduzioni dal latino e dal greco: Eneide (in esametri), Iliade, Odissea, I Persiani.
Fu anche insegnante di latino e greco: prima nel Liceo Lazzaro Spallanzani di Reggio Emilia, poi per trentasei anni nel Liceo Antonio Rosmini di Rovereto.

## Opere
- Luciano Miori, Novum iter latinae linguae exempla auctorumque loci selecti ad Usum discipulorum scholae mediae : Libri tres, Genova-Roma, Ed. Demos, 1953.
- Luciano Miori, Janua linguae latinae : Primus Liber. Nuovo metodo di grammatica ed esercizi latini per la scuola Media. Volume I, Genova-Roma, Ed. Demos, 1954.
- Luciano Miori, Janua linguae latinae : Aulus. Nuovo metodo di grammatica ed esercizi latini per la scuola Media. Vol. II, Genova-Roma, Ed. Demos, 1956.
- C. Checcacci, G. Gozzer, G. Nosengo (a cura di), Ritorno in Grecia, scritti di Umberto Tomazzoni e Luciano Miori; fotografie di Giovanni Gozzer, Bologna, Cappelli, 1958.
- Luciano Miori, Viva latinitas : corso di latino per la scuola media e per le classi sperimentali della scuola media unificata, Milano, F.lli Fabbri, 1962.
- Luciano Miori, Tra realtà e sogno, Calliano, Trento, Manfrini, 1985.